# غارآبزی

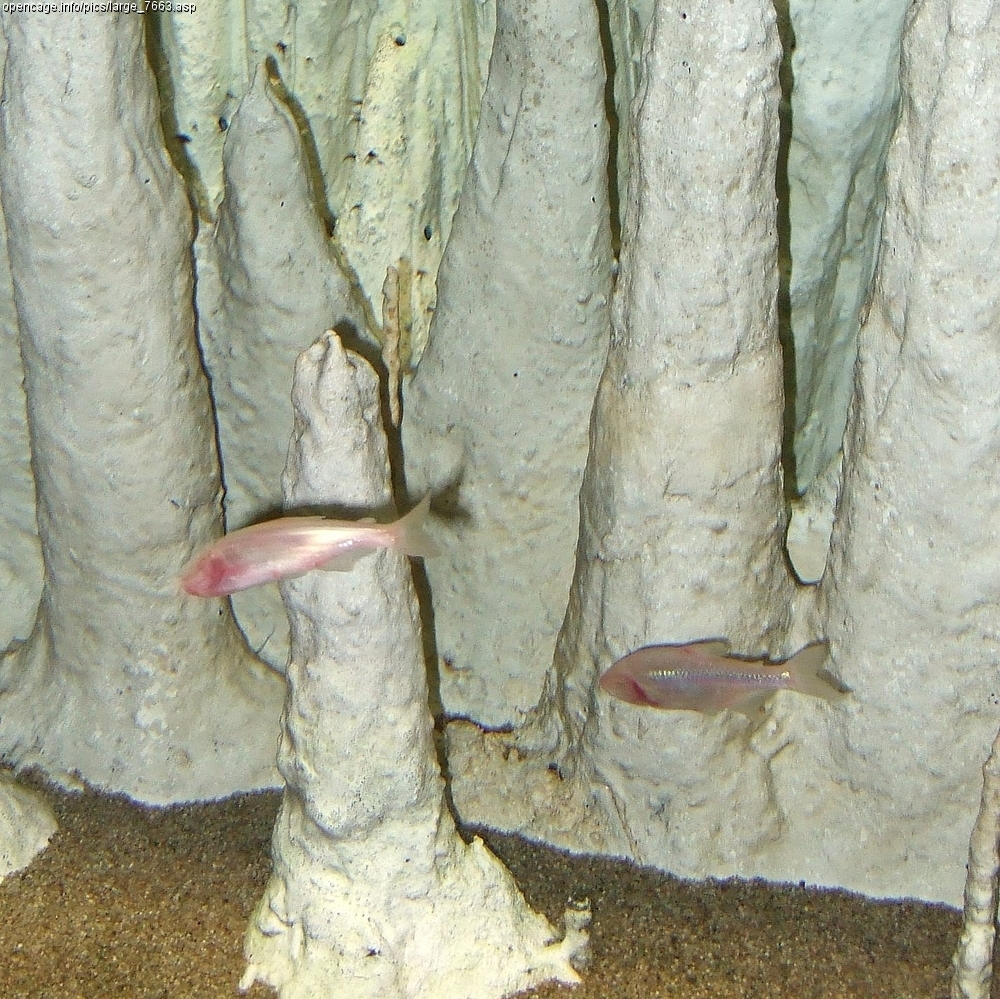
Astyanax jordani، غار ماهی از غارهای مکزیک

غارآبزی یا غارآب‌زی (جمع: غارآبزیان) یا زیاگان محیط آبی غار (به انگلیسی: Stygofauna) هر گونه جانوری است که در سیستم‌های آب زیرزمینی یا سفره‌های زیرزمینی مانند غارها، شکاف‌ها و تورفتگی سنگ زندگی می‌کند. غارآبزی و غارخشکی‌زی دو نوع جانور زیرزمینی هستند (بر اساس تاریخچه زندگی). هر دو با محیط‌های زیرزمینی مرتبط هستند - جانوران غارآبزی با آب و غارخشکی‌زی با غارها و فضاهای بالای سطح آب مرتبط هستند. غارآبزی می‌تواند در سفره‌های آب شیرین و در فضاهای منافذ سنگ آهک، کالکریت یا لاتریت زندگی کند، در حالی که جانوران بزرگ‌تر را می‌توان در آب‌های غارها و چاه‌ها یافت. جانوران غارآبزی، مانند غارخشکی‌زی، بر اساس تاریخچه زندگی خود به سه گروه تقسیم می‌شوند - استیگوفیل‌ها، استیگوکسن‌ها و استیگوبیت‌ها.
1. استیگوفیل‌ها در محیط‌های آبی سطحی و زیرزمینی زندگی می‌کنند، اما لزوماً محدود به هیچ‌کدام نیستند.

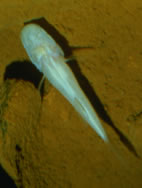
غارماهی آلاباما (Speoplatyrhinus poulsoni)

استیگوکسن‌ها مانند استیگوفیل‌ها هستند، با این تفاوت که به عنوان حضور تصادفی یا گاه‌به‌گاه در آب‌های زیرزمینی تعریف می‌شوند. استیگوفیل‌ها و استیگوکسن‌ها ممکن است بخشی از زندگی خود را در غارها زندگی کنند، اما چرخه زندگی خود را در غارها کامل نمی‌کنند.
1. استیگوبیت‌ها جانوران آبزی اجباری یا کاملاً زیرزمینی هستند و تمام زندگی خود را در این محیط کامل می‌کنند.[۱]

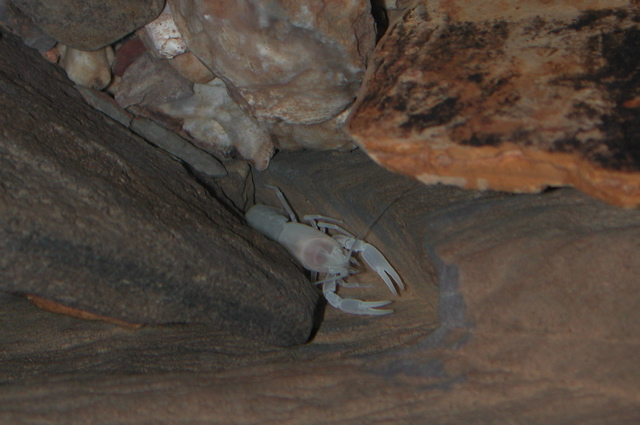
Orconectes australis، خرچنگ غار

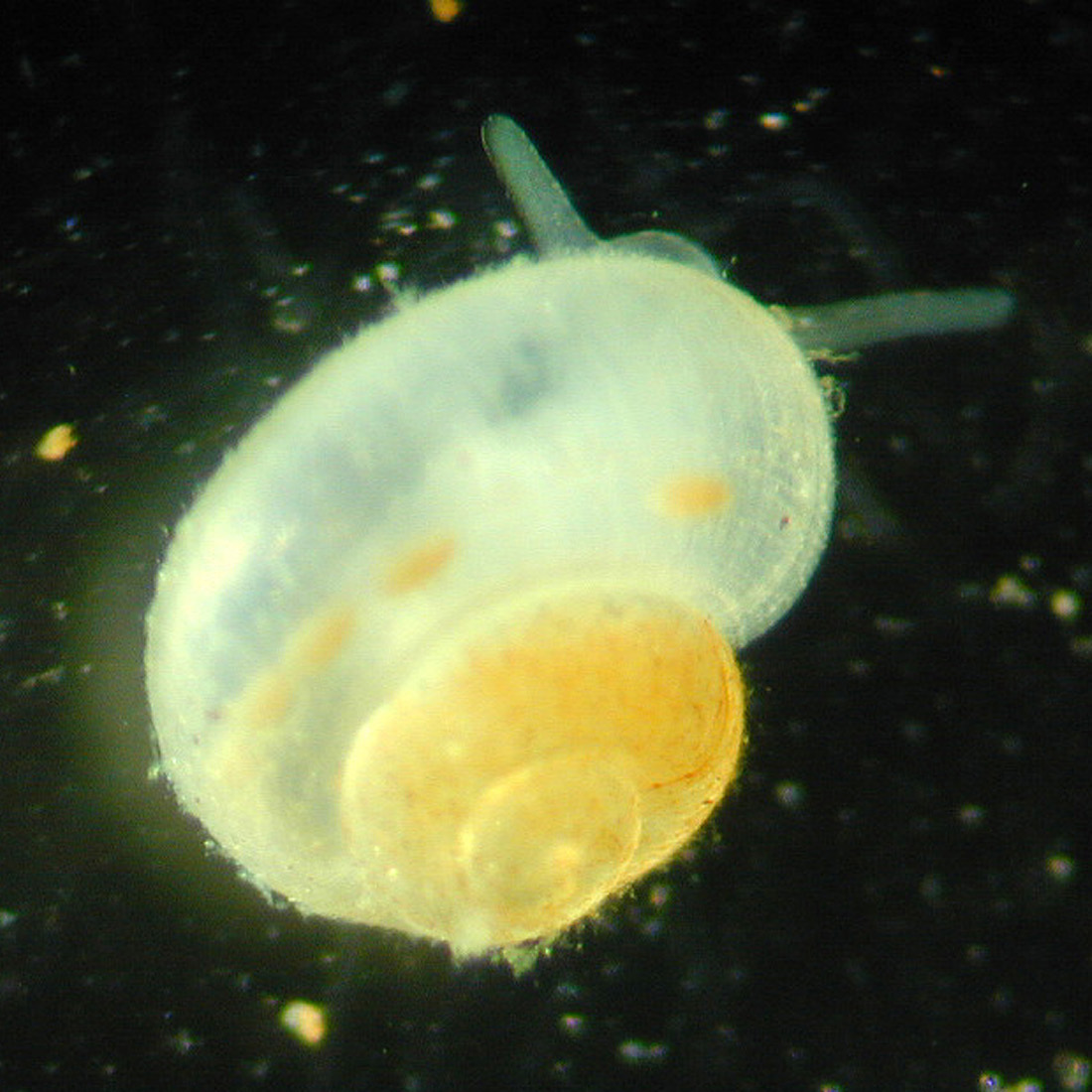
نایل غار Tumbling Creek (Antrobia culveri) یک استیگوبیت معمولی است: کوچک، سفید و کور.

## پراکندگی و گونه‌ها
غارآبزیان در سرتاسر جهان یافت می‌شوند و شامل موجک‌ویسان، شکم‌پایان، جوپایان، دوجورپایان، ده‌پایان، ماهیان و سمندرها می‌شود.
شکم‌پایان Stygofaunal در ایالات متحده، اروپا، ژاپن، و استرالیا یافت می‌شوند. توربلارهای استیگوبیت را می‌توان در آمریکای شمالی، اروپا و ژاپن یافت. جورپایان، دوزیستان و ده‌پایان استیگوبیت به‌طور گسترده در سراسر جهان یافت می‌شوند.
سمندرهای غار در اروپا و ایالات متحده یافت می‌شوند، اما تنها برخی از این سمندرها (مانند سمندر کور اولم و تگزاس ) کاملاً آبزی هستند.
تقریباً ۱۷۰ گونه ماهی استیگوبیت که عموماً به عنوان غارماهی شناخته می‌شوند، در همه قاره‌ها به جز قطب جنوب یافت می‌شوند، اما با تفاوت‌های جغرافیایی عمده در غنای گونه‌ای.